# 78e régiment de fusiliers motorisés
Pour les articles homonymes, voir 78e régiment.
Le 78e régiment de fusiliers motorisés (en russe : 78-й мотострелковый полк, abrégé 78-й мсп), aussi connu sous le nom de 78e régiment motorisé spécial « Nord-Akhmat » (en russe : 78-й моторизованный полк специального назначения «Север-Ахмат»), de son nom complet le 78e régiment motorisé spécial « Nord-Akhmat » nommé d'après le héros de la fédération de Russie A. A. Kadyrov (en russe : 78-й моторизованный полк специального назначения «Север-Ахмат» имени Героя Российской Федерации А. А. Кадырова), numéro d'unité militaire 77192, est une unité des forces terrestres russes.
L'unité fait partie du 42e division de fusiliers motorisés de la Garde de la 58e armée combinée (district militaire sud), basée à Sernovodskoïe (Caucase du Nord).

## Historique
Dans le contexte de l'invasion de l'Ukraine par la Russie, le président de la Tchétchénie Ramzan Kadyrov annonce à la mi-2022 la création de trois unités militaires nommées en l'honneur de son père Akhmad Kadyrov, le premier président de la république tchétchène. Selon lui, il s'agit d'un régiment spécial « Nord-Akhmat » et de trois bataillons « Sud-Akhmat », « Ouest-Akhmat » et « Vostok-Akhmat ».
L'unité « Nord-Akhmat », formée début septembre 2022, est composée exclusivement de vétérans tchétchènes de la guerre civile syrienne et de la guerre russo-ukrainienne. Elle est intégrée dans la 42e division de fusiliers motorisés de la Garde des forces terrestres russes sous dépendance directe du ministère de la Défense russe.
En septembre 2022, des analystes de l'Institut pour l'étude de la guerre rapportent que des unités Akhmat nouvellement formées viennent d'être déployées sur le front ukrainien,.